# Тибас (кантон)
Тиба́с (исп. Tibás) — кантон в провинции Сан-Хосе Коста-Рики.

## География
Находится на севере провинции. Граничит на севере с провинцией Эредия. Административный центр — Сан-Хуан.

## Округа
Кантон разделён на 5 округов:
1. Сан-Хуан
2. Синко-Эскинас
3. Ансельмо-Льоренте
4. Леон XIII
5. Колима